# غيورغ ميشائليس
غورغ ميخائيل (بالألمانية: Georg Michaelis) سياسي ألماني (8 سبتمبر 1857-24 يوليو 1936). تولى منصب المستشار في الإمبراطورية الألمانية من 14 يوليو إلى 1 نوفمبر 1917.
- درس في المدرسة الألمانية في طوكيو ما بين عامي 1885 و1889. وبعد عودته إلى ألمانيا عمل وكيلاً لوزير الدولة في وزارة المالية عام 1909، كما شغل عدة مناصب حكومية إلى عام 1917، وإن لم تكن مناصب حكومية كبيرة.
- تم اختياره لتشكيل حكومة في صيف عام 1917 (إبان الحرب العالمية الأولى) خلفاً لبتمان هولفيغ، وكان تأييد الجيش له (خصوصاً تأييد القائدين هندنبورغ، ولودندروف) ضرورياً لبقاءه في الحكم، وربما كان هذه التأييد هو ما حمله على التهرب من اقتراح مجلس النواب الألماني الرايخستاغ (بالألمانية: Reichstag) للسلام، كما رفض مقترحات بابا الفاتيكان بينيدكتو الخامس عشر للسلام في أغسطس من نفس العام.
- خططت أغلبية النواب في الرايخستاغ لعزله بعد أن حمّل الحزب الديمقراطي الاجتماعي الألماني مسؤولية التمرد في القوات البحرية صيف عام 1917، ولذلك آثر الانسحاب، واستقال في نهاية أكتوبر 1917.

## روابط خارجية
- غيورغ ميشائليس على موقع الموسوعة البريطانية (الإنجليزية)
- غيورغ ميشائليس على موقع إن إن دي بي (الإنجليزية)